# 2つの交響的断章 (ネリベル)
2つの交響的断章（2 Symphonic Movements）は、ヴァーツラフ・ネリベルの作曲した吹奏楽曲。

## 概要
ノースダコタ州立大学のバンドから委嘱されて作曲されたもので、1970年に出版された。『トリティコ』（1965年）や『交響的断章』（1966年）で吹奏楽の分野に重要な作品を残したネリベルが、その手法をさらに洗練させた作品と評価されている。日本でも代表作の一つと評価され、全日本吹奏楽コンクールでは1977年の天理高等学校吹奏楽部以来、2021年時点で9回取り上げられている。

## 楽器編成
| 木管   | 木管                      | 金管                       | 金管                       | 弦・打                     | 弦・打 |
| ------ | ------------------------- | -------------------------- | -------------------------- | -------------------------- | --- |
| Fl.    | 2, Picc.                  | Crnt.                      | 3, Tp. 2                   | Cb.                        | ● |
| Ob.    | 2, C.A. 1（持替）         | Hr.                        | 4                          | Timp.                      | ● |
| Fg.    | 2                         | Tbn.                       | 3                          | 他                         | 大太鼓、シンバル、テナードラム、トムトム、トライアングル、タムタム、マリンバ、シロフォン、グロッケンシュピール、チューブラーベル、アンティークシンバル |
| Cl.    | 3, E♭, Alto, Bass, C-Bass | Bar.                       | 1                          | 他                         | 大太鼓、シンバル、テナードラム、トムトム、トライアングル、タムタム、マリンバ、シロフォン、グロッケンシュピール、チューブラーベル、アンティークシンバル |
| Sax.   | Alt. 2 Ten. 1 Bar. 1      | Tub.                       | ●                          | 他                         | 大太鼓、シンバル、テナードラム、トムトム、トライアングル、タムタム、マリンバ、シロフォン、グロッケンシュピール、チューブラーベル、アンティークシンバル |
| その他 | その他                    | チェレスタ（任意）、ピアノ | チェレスタ（任意）、ピアノ | チェレスタ（任意）、ピアノ | チェレスタ（任意）、ピアノ |

## 楽曲
2つの楽章からなり、演奏時間は第1楽章が約12分、第2楽章が約3分半。
- 第1楽章　Marcato

全曲の基本動機である、鍵盤打楽器の奏するD-A-F-Bbのオスティナートで始まる。その裏で金管楽器の和音が重なっていき、音価が分割されていくとともに重厚なトゥッティが確立される。その後、基本動機の鳴り響くトゥッティの間に、木管楽器の独奏が絡み合う部分や、コラール風の楽想が差し挟まれ、最後は消え入るように終わる。
- 第2楽章　Allegro impetuoso

ティンパニの力強い独奏で始まり、金管群の動機がそれに応える。ここでもD-A-F-Bbの四音が用いられている。その後も第1楽章とは対照的なスピード感の中で基本動機が徹底的に敷衍され、冒頭の楽想が多層的な響きの中で再現されると、叩きつけるように終わる。